# Diecéze cabindská
Diecéze Cabinda je římskokatolická diecéze nacházející se v Angole.

## Území
Diecéze zahrnuje provincii Cabinda v Angole. Biskupským městem je Cabinda, kde se nachází Katedrála Naší Paní Královny světa. Území je rozděleno do 10 farností. K roku 2012 měla: 331 000 věřících, 24 diecézních knězů, 7 řeholních knězů, 8 řeholníků, 56 řeholnic a 10 farností.

## Historie
Diecéze byla založena 2. července 1984, bulou Catholicae prosperitas papeže Jana Pavla II., z části území arcidiecéze Luanda.

## Seznam biskupů
- Paulino Fernandes Madeca (1984–2005)
- Filomeno do Nascimento Vieira Dias (2005–2014)